# 西證國際證券股份
西證國際證券股份有限公司，簡稱西證國際證券股份，前身敦沛金融集團，以及敦沛金融（英語：Southwest Securities International Securities Limited，港交所：0812）是一家香港的上市公司。成立於1990年。
2014年8月初，上海上市公司西南證券股份有限公司（主要股東）以每股0.28港元，收購該公司股份，總代價為為124,512,440.90港元。
服務包括證券、期貨、資產管理、融資。於2002年在香港聯合交易所主板上市。